# علی کریم
علی کریم (زادهٔ ۱۸ مهر ۱۳۵۶، تهران) فیلم‌نامه‌نویس، کارگردان و تهیه‌کننده سینمای ایران است.

## زندگی
علی کریم (زادهٔ ۱۸ مهر ۱۳۵۶، تهران) فیلم‌نامه‌نویس، کارگردان و تهیه‌کننده سینمای ایران است.
علی کریم با بازیگری در تأتر با نمایش فرود سیاوشان به کارگردانی مریم معترف در سال ۱۳۷۸ فعالیت هنری را آغاز کرد و در دو نمایش از داود میرباقری با نام دندون طلا و مجلس زن کشی به عنوان بازیگر و دستیار کارگردان حضور داشت و در دو فیلم سینمای سگ کشی به کارگردانی بهرام بیضایی، مسافر ری به کارگردانی داود میرباقری و مجموعه تلویزیونی معصومیت از دست رفته (مجموعه تلویزیونی) به ایفای نقش‌های کوچکی پرداخت. علی کریم در سال ۱۳۸۲ به عنوان فیلمبردار پشت صحنه در فیلم مهمان مامان به کاگردانی داریوش مهرجویی حضور داشت و از سال ۱۳۸۳ به عنوان دستیار و برنامه‌ریز کار در سینما و تلویزیون را با پروژه‌های تاریخی چون مستند اسکندر مقدونی، معصومیت از دست رفته (مجموعه تلویزیونی)، مختارنامه، ملک سلیمان آغاز کرد. علی کریم در زمینه عکاسی در سال ۱۳۸۵ به همراه رسول ملاقلی‌پور، محسن رسول اف، مریم فخیمی، نیما بالازاده، ساسان توکلی فارسانی، مهروا آروین.... در نمایشگاه گروهی عکسی با موضوع معماری شرکت کرد. در سال ۱۳۸۵ فیلم‌نامه‌نویسی را نزد ناصر تقوایی آموخت. در سال ۱۳۸۶ اولین فیلم کوتاه خود زرد،آبی،قرمز را در اولین کارگاه فیلمسازی عباس کیارستمی در ایران ساخت و در میان حدود صد فیلم کوتاه ساخته شده در کارگاه به عنوان بهترین فیلم در کارگاه عباس کیارستمی انتخاب شد و در سال ۲۰۰۷ در دانشگاه تولوز فرانسه در میان فیلم‌های منتخب کارگاه‌های فیلم‌سازی عباس کیارستمی از کشورهای مختلف به همراه دو فیلم دیگر از ایران به نمایش درآمد. در همان سال فیلم زرد،آبی،قرمز با موضوع فرش ایرانی در فستیوال سئول و مونترال حضور داشت. در سال ۱۳۸۷ فیلم کوتاه دوم خود با نام آسانسور را ساخت و در فستیوال‌های پوسان، آسیاتیکا فیلم مدیال..... حضور داشت. علی کریم اولین فیلم بلند سینمایی خود را با نام چاله را در سال ۱۳۸۸ در شهر کاشان به اتمام رساند. چاله در شصت و ششمین دوره جشنواره فیلم ونیز در بخش هفته منتقدان به نمایش درآمد 
علی کریم در سال ۱۳۹۱ فیلم دوم خود را با نام من از سپیده صبح بیزارم برای حضور در جشنواره فیلم فجر آماده کرد که به دستور و اصرار شورای نظارت و ارزشیابی وزارت ارشاد به نام من عاشق سپیده صبحم تغییر نام داد. در سال ۱۳۹۲ فیلم من عاشق سپیده صبحم نامزد جایزه خلاقیت و استعداد درخشان در جشن منتقدان سینمایی ایران شد. در سال ۱۳۹۳ فیلم من از سپیده صبح بیزارم در Hammer Museum به دعوت دانشگاه 'UCLA' به نمایش درآمد و درهمین سال فیلم من از سپیده صبح بیزارم در بخش مروری بر سینمای ایران در فستیوال ادینبورگ هم به نمایش درآمد. علی کریم با توجه به همکاری با چند کارگردان شناخته شده همیشه خود را به عنوان شاگرد عباس کیارستمی معرفی می‌کند و در نمایش عمومی فیلم من از سپیده صبح بیزارم با یادی از بزرگان سینمای ایران نمایش فیلمش را به عباس کیارستمی تقدیم کرد.

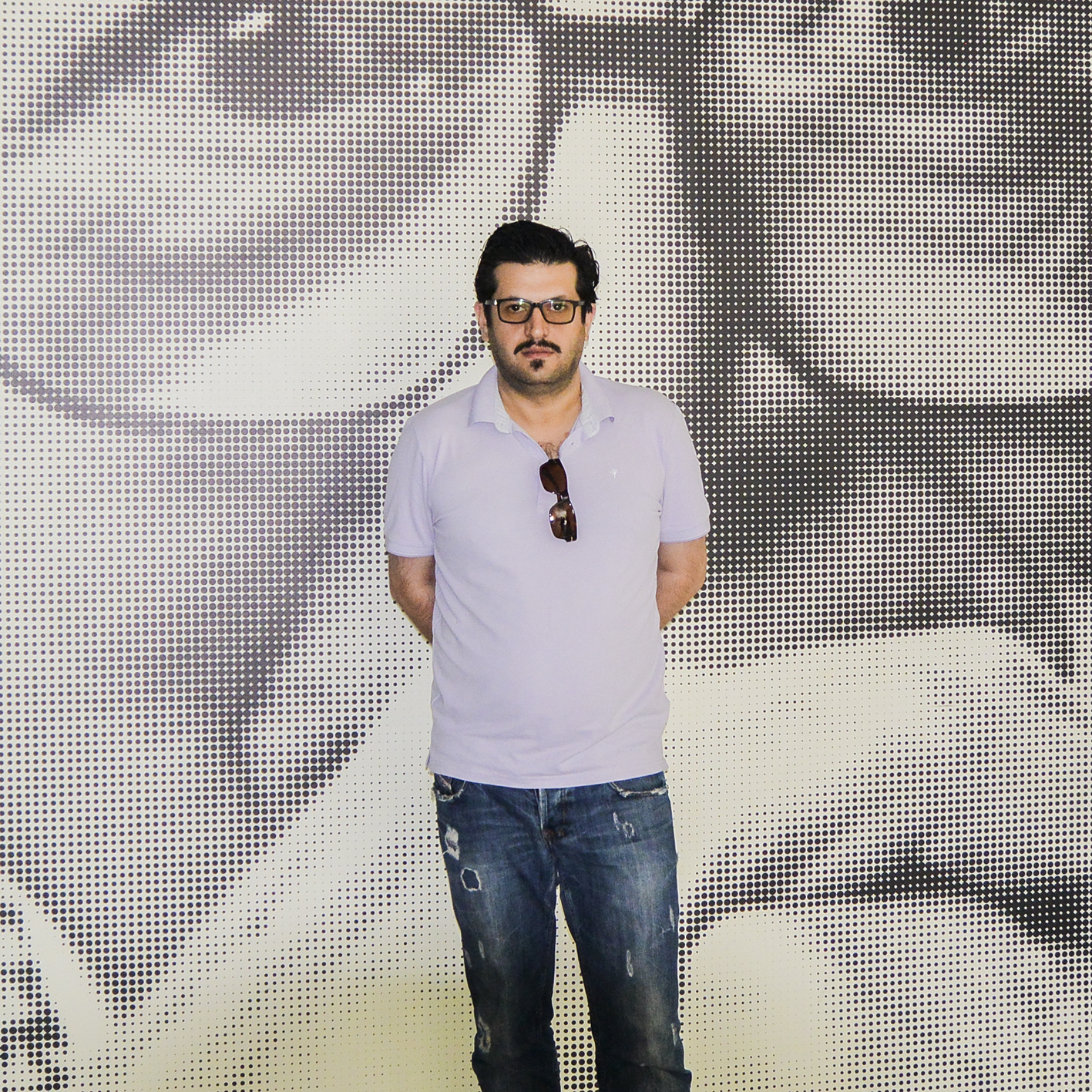
علی کریم در سالن نمایش بیلی وایلدر Hammer Museum در سال ۲۰۱۴

## فیلم‌شناسی
| نام فیلم               | سال  | نویسنده | کارگردان | مجری طرح | تهیه‌کننده | مدت       | توضیحات      |
| ---------------------- | ---- | ------- | -------- | -------- | --------- | --------- | ------------ |
| زرد،آبی،قرمز           | ۱۳۸۵ | آری     | آری      |          | آری       | ۶ دقیقه   | (فیلم کوتاه) |
| آسانسور                | ۱۳۸۷ | آری     | آری      |          |           | ۱۰ دقیقه  | (فیلم کوتاه) |
| چاله                   | ۱۳۸۸ | آری     | آری      |          |           | ۱۰۰ دقیقه | (فیلم)       |
| من از سپیده صبح بیزارم | ۱۳۹۱ | آری     | آری      |          | آری       | ۱۰۶دقیقه  | (فیلم)       |
| لاک صورتی              | ۱۳۹۳ |         |          |          | آری       | ۶دقیقه    | (فیلم کوتاه) |
| هت تریک                | ۱۳۹۵ |         |          | آری      |           | ۹۳دقیقه   |              |

## دیدگاه‌ها
کریم از جمله ۱۴۰ هنرمند ایرانی بود که با امضاء طوماری در مورخ ۲۲ خرداد ۱۳۹۲، همراه با سایر اصلاح‌طلبان و اعتدالگرایان، ضمن قدردانی انصراف عارف به نفع روحانی، از نامزدی حسن روحانی در انتخابات ریاست جمهوری ۱۳۹۲ حمایت علنی کرد.